# Вапити
Вапити (лат. Cervus canadensis) је врста преживара из породице јелена. Сродан је обичном јелену, од којег је већи, а због сличности се мислило да је његова подврста. Генетичким истраживањем је утврђено да је то посебна врста. Највећа је врста јелена после лоса. Живи у шумама Северне Америке и источне Азије, а успешно је насељен у Аргентину и на Нови Зеланд.

## Именовање и етимологија
До 17. века Alces alces (у Европи зван „лос”) одавно је истребљен са Британских острва, а значење речи „elk” за говорнике енглеског језика постало је прилично неодређено, добивши значење слично „великом јелену” . Људи са енглеског говорног подручја који су стигли у Северну Америку током европске колонизације Америке нису познавали Alces alces са било које стране Атлантског океана, али су били упознати са мањим црвеним јеленом (Cervus elaphus) на Британским острвима, те су сматрали да је већи северноамерички C. canadensis подсећа на још већег Alces alces, и стога су га назвали „лос”.
Назив вапити потиче од речи шонске и криске речи waapiti, што значи „бела задњица”. У Монголији постоји подврста вапита која се назива алтајски вапити (Cervus canadensis sibiricus), позната и као алтајски марал. Азијска подврста се понекад назива марал, али ово име се првенствено односи на каспијског јелена (Cervus elaphus maral), подврсту обичног јелена.
Према Оксфордском енглеском речнику, етимологија речи „elk“ је „опскурне историје“. У класичној антици европски Alces alces је био познат као стгрч. ἄλκη и лат. alces, што су речи вероватно позајмљене из германског језика или неког другог језика северне Европе. До 8. века, током раног средњег века, мус је био познат као староенглески elch, elh, eolh, што је изведено из прагерманског: *elho-, *elhon- и вероватно је повезана са стнорд. elgr. Касније је врста постала позната у средњенглеском као elk, elcke, или elke, појављујући се у латинизираном облику alke, при чему је alce правопис позајмљен директно из лат. alces. Имајући у виду да elk „није нормални фонетски представник” староенглеског elch, Оксфордски енглески речник изводи elk из средњевисоконемачког elch, што је проистекло из старовисоконемачког: elaho.
Амерички Cervus canadensis био је препознат као рођак јелена (Cervus elaphus) из Европе, и стога је Cervus canadensis означен као „црвени јелен”. Ричард Хаклуит је у свом Дискурсу о западној садњи из 1584. године поменуо изобилно присутног јелена на континенту (рани модерни енг. greate store of ... redd dere). Слично томе, Џон Смитов рад из 1616. године Опис Нове Енглеске спомиње јелене. Сер Вилијам Талботов, енглески превод латинских Открића Џона Ледерера из 1672. године, такође је назвао врсту „црвени јелен”, али је у заградама напоменуо да су их „због њихове необичне величине неупућени људи неправилно назвали лосовима”. Томас Џеферсонове Белешке о држави Вирџинија из 1785. и Дејвид Бејли Ворденов рад Статистички, политички и историјски извештај Сједињених Држава из 1816. користиле израз „црвени јелен“ за означавање Cervus canadensis.

## Таксономија
Припадници рода Cervus (и стога рани рођаци или могући преци лосова) први пут се појављују у фосилном запису пре 25 милиона година, током олигоцена у Евроазији, али се у северноамеричким фосилним записима појављују тек у раном миоцену. Изумрли ирски лос (Megaloceros) није био члан рода Cervus, већ највећи члан шире породице јелена (Cervidae) познат из фосилних записа.
До недавно су се јелен и лос сматрали једном врстом, Cervus elaphus, са преко десетак подврста. Међутим, митохондријске ДНК студије спроведене 2004. године на стотинама узорака подврста јелена, лосова и других врста јеленске породице Cervus снажно указују на то да би лосови или вапити требало да буду засебна врста, наиме Cervus canadensis. ДНК докази потврђују да су лосови у ближем сродству са Торолдовим јеленом, те чак и са сика јеленом, него са јеленом.
Лосови и јелени производе плодно потомство у заточеништву, а те две врсте су се слободно укрштале у новозеландском Националном парку Фјордланд. Укрштене животиње довеле су до нестанка готово свих чистокрвних лосова са тог подручја. Кључне морфолошке одлике по којима се разликују C. canadensis од C. elaphus су његове шире стражње мрље и рогови блеђих нијанси.

### Подврсте
Описане су бројне подврсте лосова, од којих шест из Северне Америке и четири из Азије, мада их неки таксономисти сматрају различитим екотиповима или пасминама исте врсте (прилагођени локалном окружењу кроз мање промене у изгледу и понашању). Популације се разликују по облику и величини рогова, величини тела, боји и понашању при парењу. ДНК истраживања евроазијске подврсте откриле су да се фенотипске варијације у развоју рогова, грива и мрља темеље на „климатским факторима животног стила”. Од шест подврста лосова за које се зна да су у историјско доба настањивали Северну Америку, преостале су четири, укључујући Рузвелтову (C. canadensis roosevelti), тулску (C. canadensis nannodes), манитобанску (C. canadensis manitobensis) и лосове Стеновитих планина (C. canadensis nelsoni). Подврсте источни лос (C. canadensis canadensis) и меријамски лос (C. canadensis merriami) изумрле су пре најмање једног века.
Четири подврсте описане у Азији укључују алтајске вапите (C. canadensis sibiricus) и тјеншанске вапите (C. canadensis songaricus). Две различите подврсте које се налазе у Кини, Монголији, Корејском полуострву и Сибиру су манџурски вапити (C. canadensis xanthopygus) и алашански вапити (C. canadensis alashanicus). Манџурски вапити су тамнији и црвеније боје од осталих популација. Алашански вапити у северној централној Кини су најмања од свих подврста, има најсветлију боју и најмање је проучавана.
Недавне ДНК студије указују на то да не постоје више од три или четири подврсте лосова. Сматра се да сви амерички облици, осим вероватно тулског и рузвелтовог лоса, припадају једној подврсти (Cervus canadensis canadensis). Чак су и сибирски лосови (Cervus canadensis sibiricus) мање-више идентични америчким облицима и стога могу припадати овој подврсти. Међутим, манџуријски вапити (Cervus canadensis xanthopygus) јасно се разликују од сибирских облика, али се не разликују од алашанских вапити. Кинеске форме сичуански јелен, кансуански црвени јелен и тибетански црвени јелен такође припадају вапитима и не могу се разликовати једни од других помоћу митохондријске ДНК студија. Ове кинеске подврсте се понекад третирају као посебна врста, наиме средњоазијски јелен (Cervus wallichi), који такође укључује кашмирског јелена.
- Северноамеричка група
  - Рузвелтов лос (C. c. roosevelti)
  - Тулијски лос
  - Манитобски лос
  - Лос Стеновитих планина (C. c. nelsoni)
  - Источни лос (C. c. canadensis; изумро)
  - Меријамски лос (C. c. merriami; изумро)
- Источна група
  - Алтајски вапити
  - Тјеншански вапити
  - Манџурски вапити
  - Алашански вапити
- Јужна група (централноазијски црвени јелен)
  - Сичуански јелен
  - Кансуански црвени јелен
  - Тибетански црвени јелен
  - Кашмирски јелен

- Илустрација источног лоса
- Илустрација
- Илустрација манџуријског вапита
- Илустрација кашмирског јелена